# Élections au Parlement d'Andalousie de 2008
Les élections au Parlement d'Andalousie de 2008 (en espagnol : Elecciones al Parlamento de Andalucía de 2008) se tiennent le dimanche 14 mars 2008, afin d'élire les 109 députés de la VIIIe législature du Parlement d'Andalousie pour un mandat de quatre ans. Le scrutin se tient le même jour que les élections aux Cortes Generales.
Après une législature de majorité absolue et marquée par une réforme finalement consensuelle du statut d'autonomie, le Parti socialiste remporte les élections régionales, signant sa huitième victoire de rang, la sixième du président de la Junte Manuel Chaves et la cinquième avec plus de la moitié des sièges de député. Maintenu dans l'opposition, le Parti populaire enregistre une progression de dix parlementaires, bénéficiant notamment de la sortie, inédite depuis 1982, des nationalistes andalous de l'hémicycle.
Six semaines après la tenue des élections, Manuel Chaves obtient l'investiture des députés pour un sixième mandat.

## Contexte

### Majorité absolue du PSOE
Le Parti socialiste (PSOE-A), au pouvoir depuis 1982, du président de la Junte Manuel Chaves remporte les élections régionales du 14 mars 2004 avec une confortable majorité absolue de 61 députés, dépassant les sondages les plus optimistes. Il réalise son deuxième meilleur résultat historique et devient le premier parti à obtenir plus de deux millions de voix lors d'une élection autonomique en Andalousie. Si la Gauche unie (IULV-CA) et le Partido Andalucista (PA) conservent leurs 6 et 5 députés respectifs, le Parti populaire (PP) de la maire de Cadix Teófila Martínez s'effondre avec 37 députés. Le 21 avril, Manuel Chaves est investi pour un cinquième mandat, par 61 voix favorables sur 109, 36 contre et 11 abstentions : si le Parti populaire lui refuse sa confiance, la Gauche unie et le Partido Andalucista font le choix de s'abstenir. Il présente son nouveau gouvernement dès le lendemain, qui prend ses fonctions le 25 avril.

### Réforme du statut d'autonomie
La commission du Développement statutaire du Parlement approuve le 2 février 2006 l'avant-proposition de loi organique de réforme du statut d'autonomie, avec les seules voix du Parti socialiste et de la Gauche unie. La proposition de réforme est adoptée le 2 mai suivant en séance plénière par 67 voix pour et 41 voix contre, dépassant de justesse la majorité des trois cinquièmes nécessaire pour enclencher le processus de réforme statutaire, le Parti populaire et le Partido Andalucista exprimant de nouveau leur opposition.
À l'issue de la discussion générale, le Congrès des députés accepte d'examiner la proposition de loi organique le 23 mai, par 187 voix favorables et 136 voix défavorables, le PP se prononçant contre. Cependant, à la suite d'un revirement de position du Parti populaire, la proposition de réforme du statut est approuvée en première lecture le 2 novembre par 306 votes pour et 2 abstentions. Le Sénat donne à son tour son feu vert le 20 décembre, par 242 voix pour et 1 abstention.
Le nouveau statut d'autonomie est ratifié le 18 février 2007 lors d'un référendum organisé en Andalousie. Le texte reçoit 87,45 % de votes favorables et 9,48 % d'opposition. Le taux de participation s'établit à 36,28 %, soit la plus faible affluence aux urnes depuis la Transition.

### Élections municipales de 2007
Lors des élections municipales du 27 mai 2007, le Parti socialiste remporte sa huitième victoire consécutive pour un scrutin de cette nature. Il s'impose en voix et nombre de conseillers municipaux, avec plus de huit points d'avance et près de 2 000 élus de plus que le Parti populaire. S'il est victime d'une abstention proche des 40 % des inscrits — la plus élevée pour un scrutin municipal — qui l'empêche de pleinement mobiliser son électorat, il conquiert la majorité absolue dans près de la moitié des communes et bat son propre record d'élus remportés. Si la Gauche unie maintient son rang, le Partido Andalucista enregistre un net recul avec 100 000 voix et deux points abandonnés en quatre ans, perdant toute représentation à Séville où il était la clé de presque toutes les majorités depuis 1991,.
Le succès du PSOE est dû à sa force dans les petites et moyennes villes, puisque le PP maintient intacte sa domination sur les plus grandes villes, notamment les huit capitales de province qu'il a converties en place forte depuis les élections de 1995. Bien qu'il devance le Parti socialiste de 100 000 voix dans les 28 communes de plus de 50 000 habitants, qu'il confirme ses majorités absolues à Cadix, Grenade, Huelva et Malaga et qu'il la conquiert à Marbella, le Parti populaire subit un coup d'arrêt dans ses bastions urbains. Il perd environ 1 000 voix, là où les socialistes en engrangent près de 18 000. Ces derniers peuvent ainsi conserver Séville, remporter Jaén grâce à la Gauche unie — qui peut se maintenir à Cordoue avec l'appui du PSOE — et obtiennent la majorité absolue à Jerez de la Frontera,.

## Mode de scrutin

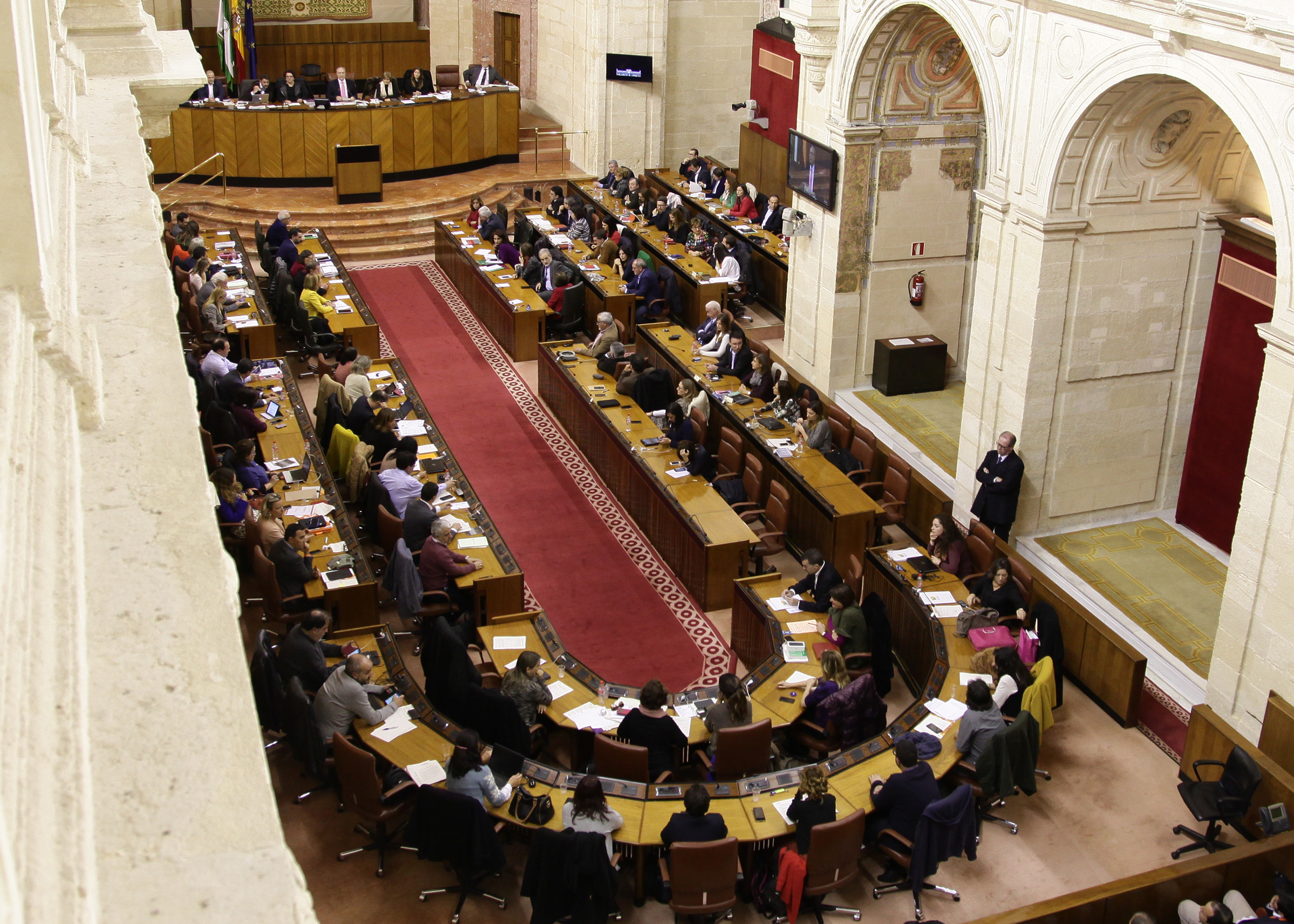
Hémicycle du Parlement, dans l'ancien hôpital de las Cinco Llagas.

Le Parlement d'Andalousie (Parlamento de Andalucía) est une assemblée parlementaire monocamérale constituée de 109 députés (diputados), élue pour une législature de quatre ans au suffrage universel direct selon les règles du scrutin proportionnel d'Hondt par l'ensemble des personnes résidant dans la communauté autonome où résidant momentanément à l'extérieur de celle-ci, si elles en font la demande.

### Convocation du scrutin
Conformément à l'article 101 du statut d'autonomie, le Parlement est élu pour un mandat de quatre ans. L'article 14 de la loi électorale andalouse du 2 janvier 1986, combiné aux dispositions l'article 42 de la loi électorale nationale, précise que les élections sont convoquées au moyen d'un décret du président de la Junte d'Andalousie, signé 25 jours avant la fin du mandat et publié au Journal officiel, le scrutin devant se tenir le 54e jour suivant la publication du décret mais pas entre le 1er juillet et le 31 août,. Cette interdiction a été instaurée en 1994, suivant des débats préalables aux élections de 1990, afin d'éviter une chute de la participation causée par la combinaison des vacances et des fortes chaleurs habituelles en Andalousie à cette période.

### Nombre de députés par circonscription
Puisque l'article 101 du statut d'autonomie prévoit que « le Parlement d'Andalousie sera constitué d'au moins 109 députés », l'article 17 de la loi électorale indique que le nombre de parlementaires est fixé à 109 et attribue à chaque circonscription 8 sièges d'office, les 45 mandats restant étant distribués en fonction de la population provinciale. L'article 104 du statut énonce effectivement que « la province constitue la circonscription électorale » et précise qu'aucune circonscription ne peut avoir plus du double de représentants qu'une autre.
Le décret de convocation des élections, publié le 15 janvier 2008, dispose que les sièges sont répartis ainsi : 
| Circonscriptions         | Députés |
| ------------------------ | ------- |
| Séville                  | 18      |
| Malaga                   | 16      |
| Cadix                    | 15      |
| Grenade                  | 13      |
| Almería, Cordoue et Jaén | 12      |
| Huelva                   | 11      |

### Présentation des candidatures
Peuvent présenter des candidatures,, : 
- les partis ou fédérations politiques enregistrées auprès du registre des associations politiques du ministère de l'Intérieur ;
- les coalitions électorales de ces mêmes partis ou fédérations dûment constituées et inscrites auprès de la commission électorale au plus tard 10 jours après la convocation du scrutin ;
- et les électeurs de la circonscription, en nombre d'au moins 1 % des inscrits.

### Répartition des sièges
Seules les listes ayant recueilli au moins 3 % des suffrages valides — vote blanc inclus — peuvent participer à la répartition des sièges à pourvoir dans une circonscription, qui s'organise en suivant différentes étapes : 
- les listes sont classées en une colonne par ordre décroissant du nombre de suffrages obtenus ;
- les suffrages de chaque liste sont divisés par 1, 2, 3... jusqu'au nombre de députés à élire afin de former un tableau ;
- les mandats sont attribués selon l'ordre décroissant des quotients ainsi obtenus.

Lorsque deux listes obtiennent un même quotient, le siège est attribué à celle qui a le plus grand nombre total de voix ; lorsque deux candidatures ont exactement le même nombre total de voix, l'égalité est résolue par tirage au sort et les suivantes de manière alternative.

## Campagne

### Principales forces politiques
| Force politique | Force politique                                                                                            | Force politique | Chef de file                          | Idéologie                                                               | Résultats en 2004          |
| --------------- | --- | --------------- | ------------------------------------- | ----------------------------------------------------------------------- | -------------------------- |
|                 | Parti socialiste ouvrier espagnol d'Andalousie (es) Partido Socialista Obrero Español de Andalucía         | PSOE-A          | Manuel Chaves (Président de la Junte) | Centre gauche Social-démocratie, progressisme, nationalisme             | 50,4 % des voix 61 députés |
|                 | Parti populaire (es) Partido Popular                                                                       | PP              | Javier Arenas                         | Centre droit à droite Conservatisme, démocratie chrétienne, libéralisme | 31,8 % des voix 37 députés |
|                 | Gauche unie Les Verts – Appel pour l'Andalousie (es) Izquierda Unida Los Verdes-Convocatoria por Andalucía | IULV-CA         | Diego Valderas (es)                   | Gauche Communisme, écologisme, nationalisme                             | 7,5 % des voix 6 députés   |
|                 | Coalición Andalucista (es) (fr) Coalition andalouciste                                                     | CA              | Julián Álvarez (es)                   | Centre Nationalisme                                                     | 8,3 % des voix 5 députés   |

## Résultats

### Total régional
|                          |                                                           |           |       |      |        |               |  |  |  |  |  |  |  |  |
| Parti                    | Parti                                                     | Voix      | %     | +/-  | Sièges | +/-           |  |  |  |  |  |  |  |  |
|                          | Parti socialiste ouvrier espagnol d'Andalousie (PSOE-A)   | 2 178 296 | 48,41 | 1,95 | 56     | 5             |  |  |  |  |  |  |  |  |
|                          | Parti populaire (PP)                                      | 1 730 154 | 38,45 | 6,67 | 47     | 10            |  |  |  |  |  |  |  |  |
|                          | Gauche unie Les Verts – Appel pour l'Andalousie (IULV-CA) | 317 562   | 7,06  | 0,45 | 6      | en stagnation |  |  |  |  |  |  |  |  |
|                          | Coalición Andalucista (es) (CA)                           | 124 243   | 2,76  | 5,53 | 0      | 5             |  |  |  |  |  |  |  |  |
|                          | Union, progrès et démocratie (UPyD)                       | 27 712    | 0,62  | Nv   | 0      | en stagnation |  |  |  |  |  |  |  |  |
|                          | Les Verts (LV)                                            | 25 886    | 0,58  | Nv   | 0      | en stagnation |  |  |  |  |  |  |  |  |
|                          | Parti d’Almeria (PdeAL)                                   | 14 806    | 0,33  | Nv   | 0      | en stagnation |  |  |  |  |  |  |  |  |
|                          | Convergence andalouse (CAnda)                             | 7 862     | 0,17  | Nv   | 0      | en stagnation |  |  |  |  |  |  |  |  |
|                          | Ciudadanos (Cs)                                           | 6 024     | 0,13  | Nv   | 0      | en stagnation |  |  |  |  |  |  |  |  |
|                          | Gauche républicaine (IR)                                  | 4 815     | 0,11  | 0,04 | 0      | en stagnation |  |  |  |  |  |  |  |  |
|                          | Autres partis                                             | 14 333    | 0,32  | -    | 0      | -             |  |  |  |  |  |  |  |  |
|                          | Vote blanc                                                | 47 920    | 1,06  | 0,33 |        |               |  |  |  |  |  |  |  |  |
|                          |                                                           |           |       |      |        |               |  |  |  |  |  |  |  |  |
| Suffrages exprimés       | Suffrages exprimés                                        | 4 499 613 | 99,37 |      |        |               |  |  |  |  |  |  |  |  |
| Votes nuls               | Votes nuls                                                | 28 658    | 0,63  |      |        |               |  |  |  |  |  |  |  |  |
| Total                    | Total                                                     | 4 528 271 | 100   | -    | 109    | en stagnation |  |  |  |  |  |  |  |  |
| Abstention               | Abstention                                                | 1 702 816 | 27,33 |      |        |               |  |  |  |  |  |  |  |  |
| Inscrits / Participation | Inscrits / Participation                                  | 6 231 087 | 72,67 |      |        |               |  |  |  |  |  |  |  |  |

### Par circonscription
| Circonscription | Circonscription | Almería | Almería | Almería | Almería       | Cadix   | Cadix   | Cadix  | Cadix         | Cordoue | Cordoue | Cordoue | Cordoue       | Grenade | Grenade | Grenade | Grenade       |
| --------------- | --------------- | ------- | ------- | ------- | ------------- | ------- | ------- | ------ | ------------- | ------- | ------- | ------- | ------------- | ------- | ------- | ------- | ------------- |
|                 |                 |         |         |         |               |         |         |        |               |         |         |         |               |         |         |         |               |
| Sièges          | Sièges          | 12      | 12      | 12      | 1             | 15      | 15      | 15     | en stagnation | 12      | 12      | 12      | 1             | 13      | 13      | 13      | en stagnation |
|                 |                 |         |         |         |               |         |         |        |               |         |         |         |               |         |         |         |               |
|                 |                 | Nombre  | Nombre  | %       | %             | Nombre  | Nombre  | %      | %             | Nombre  | Nombre  | %       | %             | Nombre  | Nombre  | %       | %             |
| Inscrits        | Inscrits        | 450 023 | 450 023 | 100,00  | 100,00        | 960 009 | 960 009 | 100,00 | 100,00        | 643 335 | 643 335 | 100,00  | 100,00        | 717 479 | 717 479 | 100,00  | 100,00        |
| Abstentions     | Abstentions     | 123 056 | 123 056 | 27,34   | 27,34         | 313 817 | 313 817 | 32,69  | 32,69         | 156 837 | 156 837 | 24,38   | 24,38         | 185 391 | 185 391 | 25,84   | 25,84         |
| Votants         | Votants         | 326 967 | 326 967 | 72,66   | 72,66         | 646 192 | 646 192 | 67,31  | 67,31         | 486 498 | 486 498 | 75,62   | 75,62         | 532 088 | 532 088 | 74,16   | 74,16         |
| Nuls            | Nuls            | 2 092   | 2 092   | 0,64    | 0,64          | 3 976   | 3 976   | 0,62   | 0,62          | 3 236   | 3 236   | 0,67    | 0,67          | 3 509   | 3 509   | 0,66    | 0,66          |
| Exprimés        | Exprimés        | 324 875 | 324 875 | 99,36   | 99,36         | 642 216 | 642 216 | 99,38  | 99,38         | 483 262 | 483 262 | 99,33   | 99,33         | 528 579 | 528 579 | 99,34   | 99,34         |
|                 |                 |         |         |         |               |         |         |        |               |         |         |         |               |         |         |         |               |
| Partis          | Partis          | Voix    | %       | Sièges  | +/−           | Voix    | %       | Sièges | +/−           | Voix    | %       | Sièges  | +/−           | Voix    | %       | Sièges  | +/−           |
|                 | PSOE-A          | 127 049 | 39,11   | 5       | 1             | 307 160 | 47,83   | 8      | en stagnation | 225 394 | 46,64   | 6       | 1             | 243 685 | 46,10   | 6       | 1             |
|                 | PP              | 160 011 | 49,25   | 7       | 2             | 245 781 | 38,27   | 6      | 1             | 183 250 | 37,92   | 5       | 1             | 221 885 | 41,98   | 6       | 1             |
|                 | IULV-CA         | 12 476  | 3,84    | 0       | en stagnation | 42 320  | 6,59    | 1      | en stagnation | 45 688  | 9,45    | 1       | en stagnation | 38 497  | 7,28    | 1       | en stagnation |
|                 | CA (es)         | 3 355   | 1,03    | 0       | en stagnation | 26 838  | 4,18    | 0      | 1             | 15 207  | 3,15    | 0       | 1             | 8 350   | 1,58    | 0       | en stagnation |
|                 | Autres          | 19 201  | 5,91    |         |               | 13 326  | 2,08    |        |               | 7 837   | 1,62    |         |               | 11 094  | 2,10    |         |               |
|                 | Blanc           | 2 783   | 0,86    | 6 791   | 1,06          | 5 886   | 1,22    | 5 068  | 0,96          |         |         |         |               |         |         |         |               |

| Circonscription | Circonscription | Huelva  | Huelva  | Huelva | Huelva        | Jaén    | Jaén    | Jaén   | Jaén          | Malaga    | Malaga    | Malaga | Malaga        | Séville   | Séville   | Séville | Séville       |
| --------------- | --------------- | ------- | ------- | ------ | ------------- | ------- | ------- | ------ | ------------- | --------- | --------- | ------ | ------------- | --------- | --------- | ------- | ------------- |
|                 |                 |         |         |        |               |         |         |        |               |           |           |        |               |           |           |         |               |
| Sièges          | Sièges          | 11      | 11      | 11     | en stagnation | 12      | 12      | 12     | en stagnation | 16        | 16        | 16     | en stagnation | 18        | 18        | 18      | en stagnation |
|                 |                 |         |         |        |               |         |         |        |               |           |           |        |               |           |           |         |               |
| Inscrits        | Inscrits        | 382 943 | 382 943 | 100,00 | 100,00        | 530 387 | 530 387 | 100,00 | 100,00        | 1 077 660 | 1 077 660 | 100,00 | 100,00        | 1 469 251 | 1 469 251 | 100,00  | 100,00        |
| Abstentions     | Abstentions     | 112 947 | 112 947 | 29,49  | 29,49         | 114 047 | 114 047 | 21,50  | 21,50         | 310 476   | 310 476   | 28,81  | 28,81         | 386 245   | 386 245   | 26,29   | 26,29         |
| Votants         | Votants         | 269 996 | 269 996 | 70,51  | 70,51         | 416 340 | 416 340 | 78,50  | 78,50         | 767 184   | 767 184   | 71,19  | 71,19         | 1 083 006 | 1 083 006 | 73,71   | 73,71         |
| Nuls            | Nuls            | 1 981   | 1 981   | 0,73   | 0,73          | 3 152   | 3 152   | 0,76   | 0,76          | 4 947     | 4 947     | 0,64   | 0,64          | 5 765     | 5 765     | 0,53    | 0,53          |
| Exprimés        | Exprimés        | 268 015 | 268 015 | 99,27  | 99,27         | 413 188 | 413 188 | 99,24  | 99,24         | 762 237   | 762 237   | 99,36  | 99,36         | 1 077 241 | 1 077 241 | 99,47   | 99,47         |
|                 |                 |         |         |        |               |         |         |        |               |           |           |        |               |           |           |         |               |
| Partis          | Partis          | Voix    | %       | Sièges | +/−           | Voix    | %       | Sièges | +/−           | Voix      | %         | Sièges | +/−           | Voix      | %         | Sièges  | +/−           |
|                 | PSOE-A          | 139 476 | 52,04   | 6      | 1             | 220 424 | 53,35   | 7      | en stagnation | 329 102   | 43,18     | 7      | 1             | 586 006   | 54,40     | 11      | en stagnation |
|                 | PP              | 94 428  | 35,23   | 4      | 1             | 151 295 | 36,62   | 5      | 1             | 332 265   | 43,59     | 8      | 2             | 341 239   | 31,68     | 6       | 1             |
|                 | IULV-CA         | 20 327  | 7,58    | 1      | 1             | 25 146  | 6,09    | 0      | 1             | 54 254    | 7,18      | 1      | en stagnation | 78 854    | 7,32      | 1       | en stagnation |
|                 | CA (es)         | 7 107   | 2,65    | 0      | 1             | 7 528   | 1,82    | 0      | en stagnation | 21 334    | 2,80      | 0      | 1             | 34 524    | 3,20      | 0       | 1             |
|                 | Autres          | 4 123   | 1,54    |        |               | 5 274   | 1,28    |        |               | 17 087    | 2,24      |        |               | 23 496    | 2,18      |         |               |
|                 | Blanc           | 2 554   | 0,95    | 3 521  | 0,85          | 8 195   | 1,08    | 13 122 | 1,22          |           |           |        |               |           |           |         |               |

## Analyse

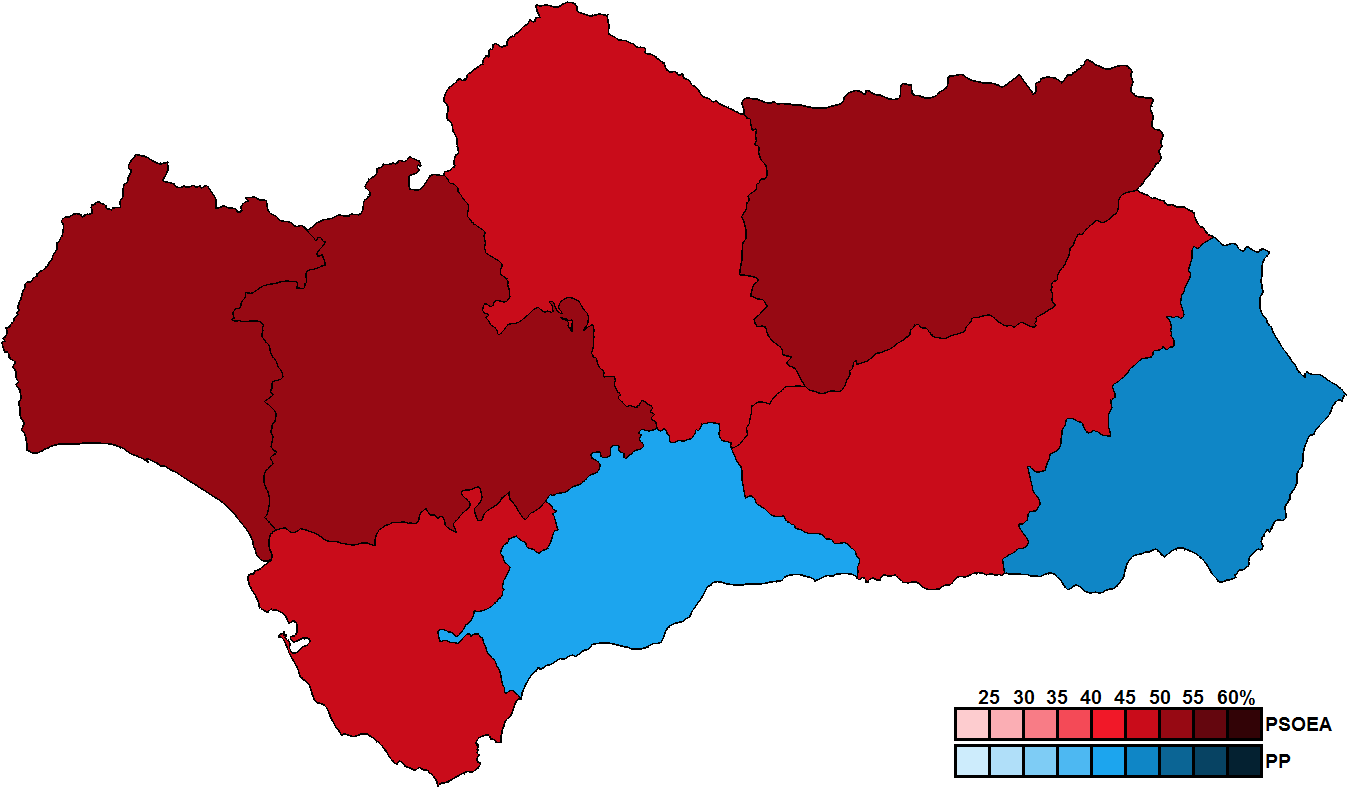
Parti arrivé en tête par circonscription et intensité de son score.

La concomitance des élections autonomiques et des élections législatives et sénatoriales favorise un fort taux de participation, qui approche les 73 %. Les résultats, marqués par la disparition des nationalistes andalous (CA) de l'arène parlementaire, débouchent sur un nouveau scénario politique clairement bipartite entre le Parti socialiste (PSOE-A) et le Parti populaire (PP) que seule la Gauche unie (IULV-CA) vient légèrement troubler.
Le Parti socialiste remporte sa huitième victoire d'affilée, la sixième sous l'autorité du président de la Junte Manuel Chaves. La majorité absolue des sièges qu'il conquiert de nouveau est la cinquième depuis l'accession de la région à l'autonomie, en 1982. Il échoue cependant dans sa promesse de donner « une leçon » et « une raclée » au Parti populaire de Javier Arenas, puisque son avance passe de 18 à 10 points de pourcentage et de 24 à 9 sièges de député. Au global, il perd deux points et cinq sièges de députés. Selon El País, les électeurs ont voulu saluer le bilan des socialistes en termes d'amélioration de leur quotidien et ont choisi la figure de Manuel Chaves, présenté comme un homme politique prudent, dévoué à son territoire et qui offre une garantie de stabilité,.
Avec 47 députés, le Parti populaire parvient à gagner 10 mandats par rapport aux élections de 2004, efface en outre le record de 46 élus établi en 2000 par Teófila Martínez et le record personnel de Javier Arenas, 41 députés en 1994. Dans la circonscription d'Almería, la liste du chef de file Javier Arenas distance celle du Parti socialiste. Ces résultats insuffisants pour gouverner démontrent que le choix de Javier Arenas de se poser en défenseur de l'autonomie andalouse, en soutenant la réforme du statut, ne s'est pas révélé adéquat,. S'imposant dans Almería et Malaga, les deux provinces les plus riches, le PP devance le PSOE-A dans six capitales provinciales : Almería, Cadix, Cordoue, Grenade, Jaén et Malaga. Sa faiblesse se situe, comme d'habitude, dans la circonscription de Séville et dans l'Andalousie rurale.
La moitié des sièges que le Parti populaire conquiert proviennent du Partido Andalucista (PA), qui échoue pour la première fois depuis 1982 à être représenté au Parlement, dans le cadre de la Coalición Andalucista (es) (CA). La CA souffre en effet d'un « vote utile » anti-PSOE en faveur du PP, après avoir mené une campagne très critique envers le Parti socialiste. Elle peut également avoir été victime de la réforme du statut d'autonomie en 2006-2007 qui a privé le nationalisme andalou de ses principaux objectifs. Avec 6 parlementaires, la Gauche unie maintient son niveau de représentation, l'obtention d'un siège dans la circonscription de Huelva permettant à son chef de file Diego Valderas de revenir dans l'hémicycle,.

## Suites
Le 17 avril, Manuel Chaves est investi pour un sixième mandat, par 56 voix favorables sur 109, seul le Parti socialiste lui accordant sa confiance. Il présente son nouveau gouvernement dès le lendemain, qui compte 15 conseillers dont deux vice-présidents, ce qui constitue une première depuis son accession au pouvoir, et à nouveau plus de femmes que d'hommes. L'exécutif est assermenté le 21 avril.